# Die Verfolgung und Ermordung der europäischen Juden durch das nationalsozialistische Deutschland 1933–1945
Die Verfolgung und Ermordung der europäischen Juden durch das nationalsozialistische Deutschland 1933–1945 (Kurzform VEJ) ist der Titel einer umfassenden, 16-bändigen Edition von Quellen. Die Reihe wird herausgegeben im Auftrag des deutschen Bundesarchivs, des Instituts für Zeitgeschichte, des Lehrstuhls für Neuere und Neueste Geschichte an der Albert-Ludwigs-Universität Freiburg und des Lehrstuhls für Geschichte Ostmitteleuropas an der Freien Universität Berlin und erscheint beim R. Oldenbourg Verlag in München bzw. ab 2015 im Verlag De Gruyter Oldenbourg (Berlin/München/Boston).

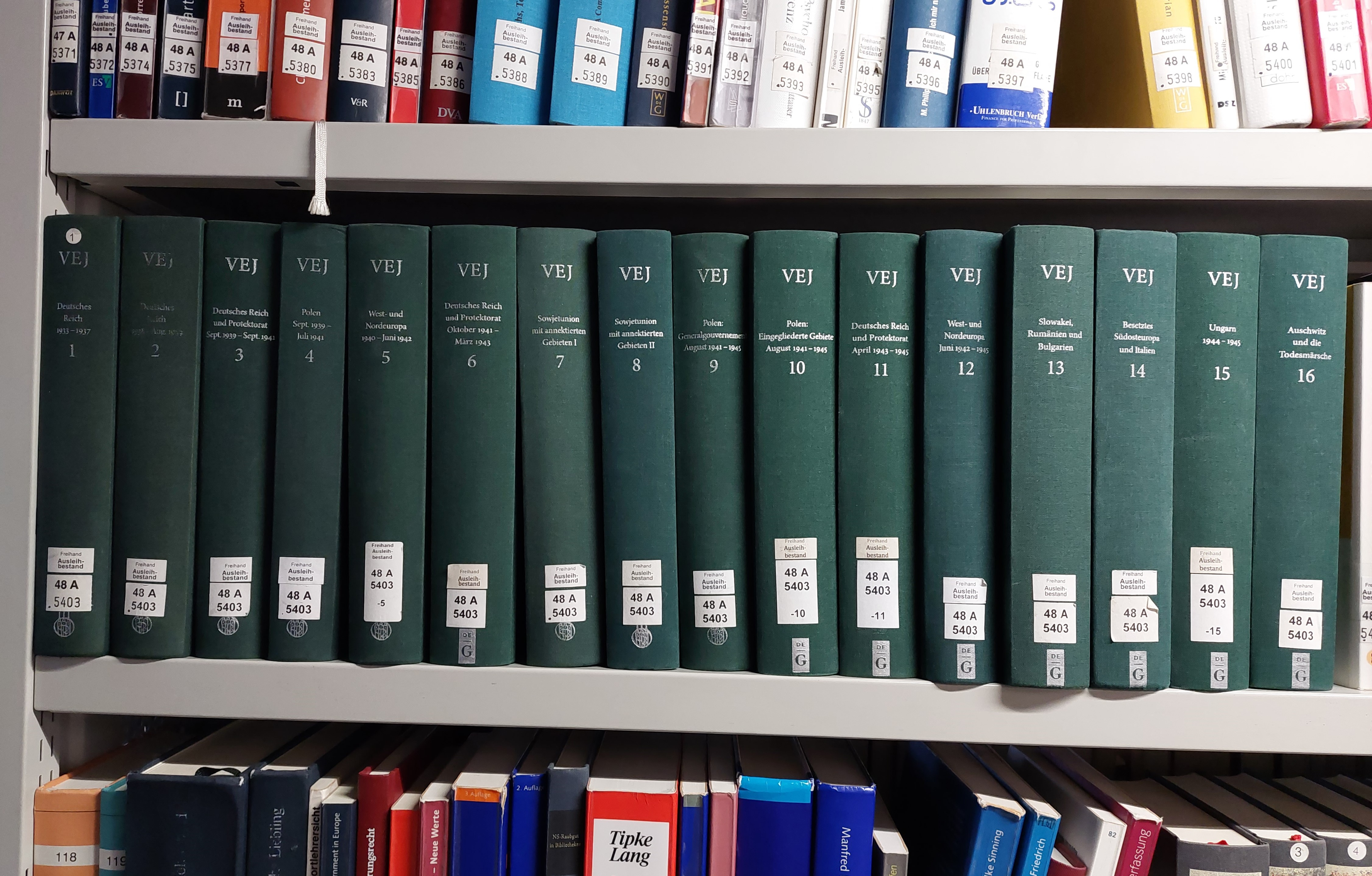
16 Bände VEJ Freihand in der UB

Als Personen vertreten bzw. vertraten in der Vergangenheit Götz Aly, Wolf Gruner, Susanne Heim, Ulrich Herbert, Michael Hollmann, Hans-Dieter Kreikamp, Horst Möller, Dieter Pohl, Sybille Steinbacher, Simone Walther-von Jena, Andreas Wirsching und Hartmut Weber die aus einer Reihe geschichtswissenschaftlicher deutscher Institutionen gebildete gemeinsame Herausgeberschaft. Die Finanzierung des Projekts erfolgt seit 2005 durch die Deutsche Forschungsgemeinschaft. Über 17 Förderjahre hat die DFG insgesamt fast 8 Millionen beigesteuert; umgerechnet standen damit pro Band etwa 500.000 Euro zur Verfügung.

## Inhalt und Gliederung
Die Arbeit an der Edition wurde 2004 begonnen. Die Edition umfasst Dokumente aus Deutschland sowie überwiegend erstmals veröffentlichte Quellen aus den europäischen Regionen, in denen vor Kriegsbeginn die meisten Juden lebten. Es sind insgesamt etwa 5280 Dokumente auf ungefähr 13000 Seiten veröffentlicht worden, die die Täter- und die Verfolgtenperspektive wiedergeben. Ein kleiner Teil betrifft die Sichtweise von nicht unmittelbar Beteiligten, die die Haltung der nichtjüdischen Bevölkerungsmehrheit wiedergeben. Die Kommentierung soll zurückhaltend erfolgen und vor allem Personennamen, nicht gängige Ereignisse, offensichtliche Falschdarstellungen, Widersprüche zu anderen Dokumenten erklären und Bezugsdokumente lokalisieren. Jedes Dokument wird durch Anmerkungen in den historischen Rahmen eingeordnet. Dabei wird auf parallele Dokumente verwiesen und auf einschlägige Forschungsliteratur. Die in den Dokumenten erwähnten Absender, Adressaten, Personen, Abkürzungen oder Tarnbegriffe werden entschlüsselt.
Die im Wesentlichen nach Ländern gegliederten Einzelbände enthalten Erlasse, Behördenschreiben, private Briefe und Tagebuchaufzeichnungen, Zeitungsartikel und Berichte ausländischer Beobachter. Die Dokumente sind chronologisch angeordnet, wodurch die Zuspitzung der Verfolgung über mehrere Jahre hinweg nachgezeichnet wird. Zu allen Personen, die in den Dokumenten als Akteure auftreten, gibt es Kurzbiographien mit ergänzenden Angaben, jeweils maximal fünf Zeilen. Auf die Abbildung von Fotografien wurde verzichtet, weil sich die Umstände ihrer Entstehung meist nicht hinreichend zurückverfolgen lassen.
Bei der Auswahl der Dokumente werden in allen Bänden ähnliche Kriterien angewendet. Zu den Grundthemen gehören die Registrierung der Juden, der Raub ihres Eigentums, Hilfsaktionen zu ihrer Rettung, die Kollaboration von Nichtjuden bei ihrer Verfolgung.
Die ersten fünf Bände bringen Dokumente zur Judenfeindlichkeit und Judenverfolgung im Deutschen Reich von 1933 an und im bis 1940 besetzten Teil Europas. Weitere fünf Bände dokumentieren die Massenmorde in den im Krieg besetzten polnischen, baltischen und sowjetischen Gebieten. Der letzte Band geht auf die Massenmorde von Auschwitz und die Todesmärsche von KZ-Häftlingen ein.

## Vorgeschlagene Zitierweise
Die Herausgeber empfehlen, die Quellenedition in der wissenschaftlichen Literatur als VEJ zu zitieren und die in jedem Band neu fortlaufend nummerierten Dokumente einschließlich Band mit Schrägstrich anzugeben. Die Abkürzung VEJ 3/210 wäre aufzulösen als Band 3, Dokument Nr. 210 der Edition.

## Werktitel
- Bundesarchiv, Institut für Zeitgeschichte, Lehrstuhl für Neuere und Neueste Geschichte an der Albert-Ludwigs-Universität Freiburg und Lehrstuhl für Geschichte Ostmitteleuropas an der Freien Universität Berlin (Herausgeberschaft; Götz Aly, Wolf Gruner und andere für diese H.):

Die Verfolgung und Ermordung der europäischen Juden durch das nationalsozialistische Deutschland 1933–1945:
1. Deutsches Reich 1933 – 1937. Bearb. von Wolf Gruner. 2008, ISBN 978-3-486-58480-6.
2. Deutsches Reich 1938 – August 1939. Bearb. von Susanne Heim. 2009, ISBN 978-3-486-58523-0.
3. Deutsches Reich und Protektorat Böhmen und Mähren September 1939 – September 1941. Bearb. von Andrea Löw. 2012, ISBN 978-3-486-58524-7.
4. Polen September 1939 – Juli 1941. Bearb. von Klaus-Peter Friedrich. 2011, ISBN 978-3-486-58525-4.
5. West- und Nordeuropa 1940 – Juni 1942. Bearb. von Michael Mayer, Katja Happe, Maja Peers. 2012, ISBN 978-3-486-58682-4.
6. Deutsches Reich und Protektorat Böhmen und Mähren Oktober 1941–März 1943. Bearb. von Susanne Heim, Berlin 2019, ISBN 978-3-11-036496-5.
7. Sowjetunion mit annektierten Gebieten I: Besetzte sowjetische Gebiete unter deutscher Militärverwaltung, Baltikum und Transnistrien. Bearb. von Bert Hoppe, Hildrun Glass. 2012, ISBN 978-3-486-58911-5.
8. Sowjetunion mit annektierten Gebieten II: Generalkommissariat Weißruthenien und Reichskommissariat Ukraine. Bearb. von Bert Hoppe, Imke Hansen, Martin Holler. 2016, ISBN 978-3-486-78119-9.
9. Polen: Generalgouvernement August 1941 – 1945. Bearb. von Klaus-Peter Friedrich. 2013, ISBN 978-3-486-71530-9.
10. Polen: Die  eingegliederten Gebiete August 1941 – 1945. Bearb. von Ingo Loose, 2020, ISBN 978-3-11-036497-2.
11. Deutsches Reich und Protektorat Böhmen und Mähren April 1943 – 1945. Bearb. von Lisa Hauff, Mitarbeit: Andrea Löw, 2020, ISBN 978-3-11-036499-6
12. West- und Nordeuropa Juni 1942 – 1945. Bearb. von Katja Happe, Barbara Lambauer und Clemens Maier-Wolthausen. 2015, ISBN 978-3-486-71843-0.
13. Slowakei, Rumänien, Bulgarien 1939 – 1945. Bearb. von Mariana Hausleitner, Souzana Hazan und Barbara Hutzelmann. 2018, ISBN 978-3-11-036500-9.
14. Besetztes Südosteuropa und Italien. Bearb. von Sara Berger, Sanela Schmid, Erwin Lewin und Maria Vassilikou. 2017, ISBN 978-3-11-055559-2.
15. Ungarn 1944 – 1945. Bearb. von Regina Fritz. 2021, ISBN 978-3-11-036502-3.
16. Das KZ Auschwitz 1942 – 1945 und die Zeit der Todesmärsche 1944/45. Bearb. von Andrea Rudorff. 2018, ISBN 978-3-11-036503-0.

## Englische Edition
Parallel zu der Veröffentlichung der Edition in deutscher Sprache werden alle 16 Bände nun fortlaufend auf Englisch erscheinen, um die größtmögliche Verbreitung dieser Dokumente zu ermöglichen. Zu diesem Zweck wurde im Juli 2014 eine Arbeitsgruppe in Berlin eingerichtet. Die englische Edition wird in Zusammenarbeit mit der Gedenkstätte Yad Vashem erstellt. Erster Projektkoordinator der in Vorbereitung befindlichen englischsprachigen Edition der VEJ war der britische Historiker Alex Kay. Seit April 2017 ist die britische Historikerin Caroline Pearce seine Nachfolgerin.

## Höredition
Der Bayerische Rundfunk gestaltete eine mehrteilige Höredition, die auf der Quellenedition fußt und ihrer Struktur folgt. Entsprechende Sendungen wurden unter dem Titel Die Quellen sprechen seit 2013 von Bayern 2 ausgestrahlt und sind im Internet abrufbar. Diese Internetseite enthält zudem unter dem Titel „Diskurs“ Beiträge von Herausgebern und Mitarbeitern der Quellenedition, die sich zu Forschungsfragen und dem historischen Kontext äußern.
Unter dem Titel Die Quellen sprechen wird diese Hörbuch-Edition vom Münchener Hörverlag vertrieben (ISBN 978-3-8445-1830-6).
Der F. A. Z. Podcast für Deutschland veröffentlichte am 2. Mai 2025 eine Folge mit dem Journalisten Lorenz Hemicker. Dieser hat ein Buch über seinen Großvater Ernst geschrieben, den SS-Offizier, der im Zweiten Weltkrieg am Massaker von Rumbula bei Riga beteiligt war.